# Gander (Mosel)
Die Gander ist ein gut 161⁄2 Kilometer langer, nördlicher und linker Nebenfluss der Mosel an der Grenze der franzö́sischen Region Grand Est und Luxemburg.

## Name
Die Gander wird im Zeitraum 751–768 als prope fluuio Gandren erstmals urkundlich genannt. Der Name steht wohl im Zusammenhang mit dem gotischen Wort gund für 'krebsartiges Geschwür' bzw. dem althochdeutschen Wort gund für 'Eiter, eiterndes Geschwür'. Er hätte demnach etwa die Bedeutung 'Schwellfluss'.
Der Bach wird auch Altbach genannt, mit den luxemburgisch-lothringischen Varianten Aalbach und Altbaach.

## Geographie

### Verlauf
Die Gander entsteht auf einer Höhe von 235 m aus dem Zusammenfluss von  Aalbaach und  Briedemsbach in Aspelt.
Sie fließt zunächst gut einen Kilometer in Richtung Südosten und markiert dann etwa zehn Kilometer lang die Grenze zwischen Luxemburg und Frankreich.
Dabei schlängelt sie sich durch Felder und Wiesen und fließt dabei zuerst südlich an Altwies entlang. Dann läuft sie zwischen dem luxemburgischen Bad Mondorf und dem französischen Mondorff hindurch und danach südlich an Emeringen vorbei.
Sie verlässt nun die Grenze, passiert Gandren (Beyren-lès-Sierck) und mündet von Norden kommend auf einer Höhe von 147 m südlich von Bad Mondorf bei Haute-Kontz von links in die Mosel.

### Zuflüsse
- Aalbaach (rechter Quellbach), 7,8 km
- Briedemsbach (linker Quellbach), 4,9 km
- Grondbaach (links), 2,0 km
- Ruisseau le Tiefenbach (rechts), 2,9 km
- Uelesbaach (links), 2,4 km
- Hennesbaach (links), 1,0 km
- Deibich (Ruisseau Deibicherbaach) (links), 2,1 km